# Honschaft Lehn
Die Hildener Honschaft Lehn (auch Lehmhonschaft oder Leenhonschaft) war im Mittelalter und der Neuzeit eine Honschaft (Verwaltungseinheit) im kurkölnischen Weistum Hilden im gleichnamigen Kirchspiel mit einer Gesamtfläche von 487 Morgen.
Zu der Honschaft gehörten die Höfe und Weiler: 
| - Bech („uf der“, Meide), - Bernshaus (auch Bernichhaus), - Biesen (auch Beisen, Beißen), - Brucherhof (auch Broger Hof), - Busch, - Eichen, - Fronhof (auch Froenhoff, Vroenhoeve), - Gassen, - Häuschen (auch Heußgen, Huyßgen) - Hinnieden (auch Hinneden) - Hübben (auch Huyben), - Hülsen, - Hummelster (auch Hummelstertz), - Kalteherberge (auch Kalte Herberge), | - Kamp, - Kleef, - Klinkenhaus, - Kolksbruch, - Molzhaus (auch Molshaus, Moltzhauß), - Nörvengut (auch Norvengut), - Schalbruch (auch Scaltbroich, Schalbroich), - Sand (auch Sandt), - Schmitten („in der“, auch Smeitten, Smytten), - Schwanen, - Steinhof (auch Steinhoff) - Stockshaus (auch Stockshuyß), - Sträuchern („in den“), - Weißenfeld (auch Weißen Velde) |

Unabhängig von den Honschaften waren die Höfe in bis zu vier Hofesverbänden organisiert, die den ein- bis dreimal jährlich tagenden örtlichen Gerichten zugeordnet waren. Die Gerichte waren: das im Hohen Hof Hilden tagende Kölnische Hofesgericht, das Kückeshausgeding und das am Brunnen auf dem Ort (Ufm Ort) tagende Orderputzgeding (auch Pützgeding). Die Lage der Weiler und heute meist nicht mehr existenten Höfe befand sich im Westen und Nordwesten des heutigen Stadtgebiets von Hilden. Ein großer Teil der Objekte ist heute nur noch in davon abgeleiteten Straßennamen erkennbar.